# Gebersbach (Waldheim)
Gebersbach ist ein Ortsteil in der Ortschaft Knobelsdorf der Stadt Waldheim im sächsischen Landkreis Mittelsachsen.

## Lage

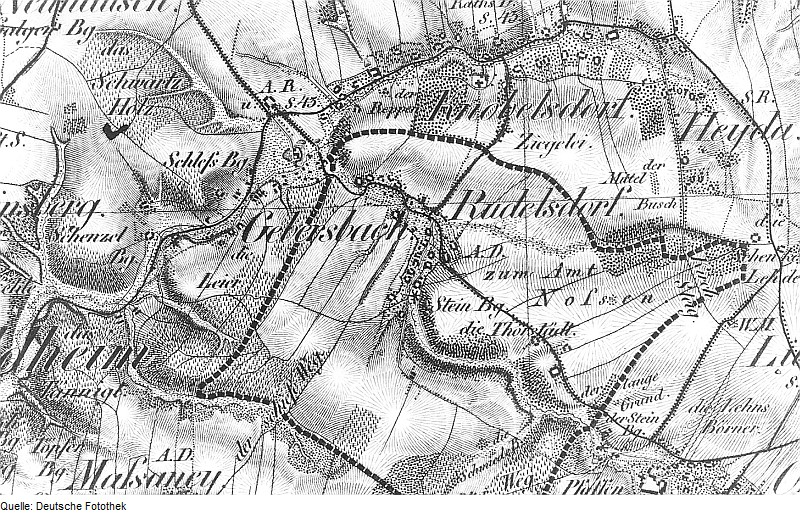
Gebersbach und die Nachbardörfer auf einer Karte von 1843

Das Waldhufendorf Gebersbach liegt rund 3 km nordöstlich von Waldheim ziemlich genau im Dreieck Chemnitz-Dresden-Leipzig. Döbeln liegt zirka 5 km nordöstlich. Direkt an das Dorf grenzt im Südosten Rudelsdorf und im Nordosten Knobelsdorf. Das Dorf liegt auf rund 239 m am Eulitzbach und am gleichnamigen Gebersbach.

## Geschichte
Die Geschichte des Dorfes geht mindestens auf die Erwähnung Gebersbach im Jahr 1350 zurück. Spätere Nennungen sind Geberspach (1443), gesene Gewersbach (1445–47) und Geberßbach (1523). Der Ort war 1579 nach Waldheim gepfarrt und gehörte später zur Kirchgemeinde Knobelsdorf-Otzdorf.
Entsprechend seiner Lage gehörte Gebersbach zur Pflege Döbeln, den Ämtern Rochlitz und Leisnig (je 1696, 1764, 1843) sowie zum Amt Rochlitz allein (1816). Später war der Ort Teil des Gerichtsamtes Waldheim, der Amtshauptmannschaft Döbeln und dem Landkreis Döbeln bis dieser 2008 im heutigen Kreis aufging. Ein Rittersitz bzw. -gut ist seit 1445/47 belegt. Zu diesem gehörte das Dorf aber ebenfalls nur anteilig: 1551 ist ein Anteil dem Rittergut Kriebstein zugehörig; 1696 und 1764 dem Rittergut Ehrenberg.
Die Landgemeinde Gebersbach hat 1961 Rudelsdorf eingemeindet und wurde 1970 mit Knobelsdorf zu Gebersbach-Knobelsdorf fusioniert. Von 1994 bis 2008 gehörte der Ort zur Gemeinde Ziegra-Knobelsdorf, die seit 2013 aufgeteilt ist. Seither ist Gebersbach Ortsteil von Waldheim.
| Jahr      | 1551/52                        | 1764                         | 1834 | 1871 | 1890 | 1910 | 1925 | 1939 | 1946 | 1950 | 1964 |
| --------- | ------------------------------ | ---------------------------- | ---- | ---- | ---- | ---- | ---- | ---- | ---- | ---- | ---- |
| Einwohner | 14 besessene Mann, 33 Inwohner | 12 besessene Mann, 4 Häusler | 182  | 268  | 261  | 240  | 239  | 240  | 327  | 316  | 566  |

1925 waren 236 Einwohner Lutheraner, zwei waren Katholiken und eine Person war andersgläubig.

## Belege
1. 1 2 3  Gebersbach – HOV | ISGV. Abgerufen am 26. März 2024.